# 메가랍토르
메가랍토르(Megaraptor)은 중생대 백악기 후기, 오늘날 남아메리카 대륙에 서식한 2족보행의 육식성 수각류이다. 화석은 아르헨티나에서 발견되었다. 전체 몸 길이는 약 7~9m, 체중은 1t가량 되었을 것으로 추정된다. 앞발에는 35cm정도 되는 갈고리 모양의 발톱이 있다. 학명은 '거대한 약탈자(giant thief)'라는 의미를 갖고 있다.

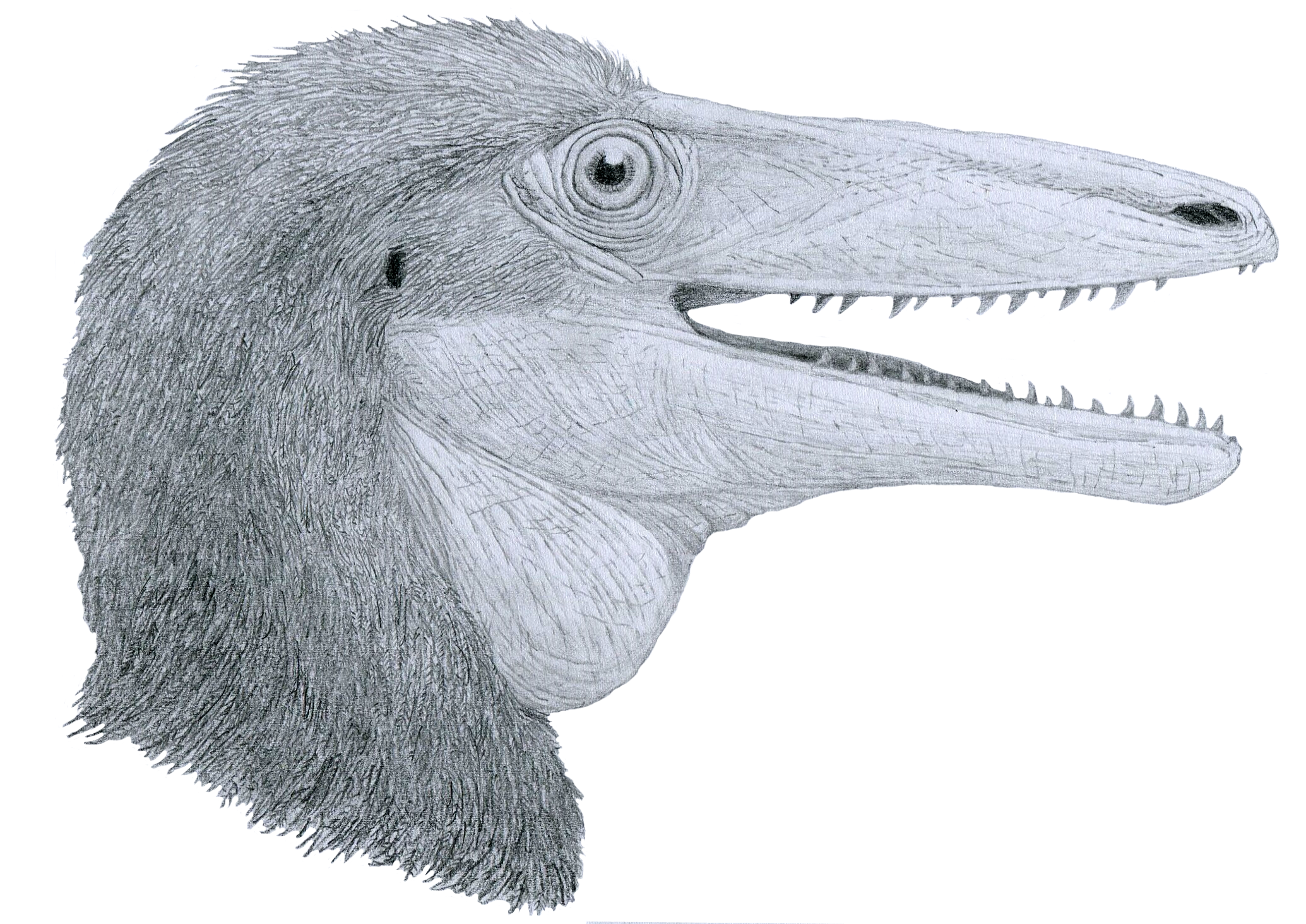
아성체 화석에 기반한 얼굴 복원도

## 분류논쟁

### 앞발톱
이 35cm의 거대한 발톱은 드로마에오사우루스과의 갈고리발톱 형태와 유사했으며 학자들은 이 공룡의 학명을 메가랍토르(Megaraptor)으로 명명하고 드로마에오사우루스과에 속한다고 생각하였다. 유타랍토르보다 30% 이상 더 거대했던 메가랍토르는 '랍토르'라는 학명이 붙은 공룡중 가장 거대한 공룡이 되었다.(현재는 기간토랍토르의 발견으로 아님) 그 뒤로 메가랍토르의 화석에 대한 추가 발굴 보고는 없었으며 데이노케이루스처럼 미스테리한 공룡으로 기억되었다. 그러나 아르헨티나에서 이루어진 화석 발굴 결과 메가랍토르의 비교적 잘 보존된 앞발 화석이 발견되면서 갈고리발톱은 사실 뒷발톱이 아닌 앞발톱이었고 드로마에오사우루스과에서 제외되었다.

### 스피노사우루스상과
2005년, 발견된 메가랍토르의 화석은 경추와 미추에서는 카르카로돈토사우루스과와 연관성을 보이지만 견갑골과 오훼골은 바리오닉스의 것과, 차골은 토르보사우루스의 것과 형태가 유사하다고 보고되었다. Calvo를 비롯한 학자들은 메가랍토르가 앞발톱이 특이한 카르카로돈토사우루스과가 아니겠느냐는 의견을 제시했지만 그런 주장이 학술지를 통해 발표된 적은 없다.
2008년, 호주에서 발견된 메가랍토르의 연관있어보이는 NMV P186076이 보고되면서, 메가랍토르가 스피노사우루스과에 속한다는 의견이 크게 힘을 얻었다. 이 화석은 백악기 전기 무렵에 남아메리카와 오스트레일리아가 육로로 연결되었다는 지질학적 증거이며 메가랍토르의 생태를 파악하는 데 큰 단서가 되었다.
메가랍토르의 극도로 발달한 앞발톱과 요골,척골 등에서 바리오닉스, 수코미무스,토르보사우루스와 특징을 공유하여 메가랍토르는 Nathn D. Smith등의 학자들에 의해 스피노사우루스상과에 속하는 것으로 분류되었었다.

### 과 정체성
그러나 2009년 R. B. Benson 외 여러 학자들이 수각류 무리의 새로운 분기군을 추가하는 논문을 발표했다. 카르카로돈토사우루스과로 분류된 네오베나토르를 모식속으로 하는 네오베나토르과(Neovenatoridae)를 추가하였는데 메가랍토르을 이 그룹에 넣어버렸다. 분류상으로는 네오베나토르과는 알로사우루스과, 카르카로돈토사우루스과와 자매군이다. 그러나 최근의 연구 결과에 의하면은 메가랍토르는 네오베나토르과, 알로사우루스과, 카르카로돈토사우루스과도 아닌 티라노사우루스상과 내의 메가랍토르과 라는 별도의 과로 분류 하고있다. 게다가 최근에 아성체 두개골이 발견함으로써 메가랍토르는 티라노사우루스상과에 속하는 것임이 반 확정이다.
메가랍토르과에는 분류가 불분명해 스피노사우루스상과로 생각되었던 킬란타이사우루스와 '반조' 아우스트랄로베나토르와 2008년에 명명된 기낭이 온전하게 보존되어 화제가 된 아에로스테온 등이 여기에 속한다.